# 王恬啟
王恬啟（？—前178年），漢朝初年人物，曾任廷尉，因避諱漢景帝「劉啟」，史書常作王恬開。
。漢高祖五年（前202年）為郎中令，任職時，從征攻击陈豨。十年，任衛將軍，後轉任廷尉，曾奏請將彭越以謀反之罪滅族，後改任梁國國相，呂后四年（前186年）時受封山都侯，漢文帝三年（前178年）薨，諡号「貞侯」。
王恬啟與周亞夫因為欣賞後來的廷尉張釋之執法公正，就和張釋之結為好友。張釋之因而譽滿天下。